# گویش پهلوانی
پهلوانی یک گونهٔ منقرض‌شده از زبان فارسی است که در افغانستان بدان سخن گفته می‌شد.